# R intrusa e di collegamento
Le r intruse e di collegamento sono un fenomeno di sandhi della lingua inglese per cui compare una consonante rotica (normalmente corrispondente alla lettera r) tra due morfemi consecutivi laddove non verrebbe normalmente pronunciata. Ciò è frequente in molte varietà non rotiche della lingua, come quelle della maggior parte dell'Inghilterra e del Galles, parte degli Stati Uniti, e di tutto l'emisfero australe. Il fenomeno è apparso per la prima volta agli inizi del XVIII secolo.

## Varietà non rotiche
Per definizione, nelle varietà non rotiche viene pronunciata la consonante /r/ (la cui realizzazione varia tra un'approssimante alveolare, un'approssimante retroflessa ed una vibrante alveolare) soltanto quando si trova davanti a vocale. Il fenomeno ha vari nomi in inglese: r-vocalisation, r-loss, r-deletion, r-dropping, r-lessness, o non-rhoticity, traducibili come vocalizzazione di erre, perdita di erre, cancellazione di erre, elisione di erre, mancanza di erre, o non roticità.
Per fare un esempio: nelle varietà non rotiche, la r è muta in parole come "tuner" dette isolate, davanti a una pausa, o a una consonante. Nonostante una r venga scritta (il che indica una r anticamente pronunciata), non viene pronunciata se non seguita da una vocale.. In queste circostanze quindi "tuner" e "tuna" sono omofoni /ˈtjuːnə/ (o /ˈtuːnə/ nel caso di elisione di iod, comune nei dialetti nord-orientali degli Stati Uniti, o /ˈtʃuːnə/ con la crasi di iod diffusa nell'emisfero australe.
Al contrario i parlanti rotici, come scozzesi, irlandesi e quasi tutti i nordamericani (escludendo alcune aree nord-orientali e meridionali), pronunciano sempre il fonema /r/ in quelle parole, così che sono distinte anche se pronunciate isolate.

## Rdi collegamento
In molti accenti non rotici, le parole storicamente terminanti in /r/ (come provato dalla presenza di una r nello scritto) possono acquisire tale fono, normalmente muto, quando seguite da un altro morfema che inizi per vocale (od almeno con un vocoide); per cui "tuner amp" suonerà come [ˈtjuːnər æmp]. Senza "amp", la r non verrebbe infatti pronunciata. Il morfema deve appartenere alla stessa unità prosodica, cioè la separazione per pause previene il fenomeno, chiamato appunto r di collegamento. Questo non è presente in tutte le varianti non rotiche, tra queste ricordiamo l'inglese sudamericano.

## Rintrusa
Il fenomeno della r intrusa rappresenta una generalizzazione per analogia della r di collegamento per cui questa colpisce qualsiasi parola che termini nelle vocali /ə/, /ɪə/, /ɑː/, od /ɔː/; quando queste parole sono seguite da una parola che inizi per vocale viene infatti inserita un fonema /r/, nonostante non ci sia mai stata una r nell'antica pronuncia o nella scrittura. Per esempio una frase come bacteria in it si pronuncerebbe /bækˈtɪriərˌɪnɪt/. Questa r ha dunque anche una funzione epentetica, in quanto previene la formazione di iati, cioè due vocali consecutive con non formino dittongo.
Un altro esempio si trova addirittura in una canzone dei Beatles: "I saw-r-a film today, oh boy" nella canzone "A Day in the Life" dall'album de 1967 Sgt.Pepper's Lonely Hearts Club Band, od in Champagne Supernova degli Oasis: "supernova-r-in the sky", nel Sanctus della messa cattolica: "Hosanna-r-in the highest", e nelle espressioni "Law-r-and order" e "Victoria-r-and Albert Museum". Ciò è così comune in Inghilterra che, dal 1997, il linguista John C. Wells lo ha ritenuto parte della Received Pronunciation, notando però come fosse ancora stigmatizzato come una pronuncia errata. Wells scrive che almeno nell'RP "la /r/ di collegamento e quella intrusa sono distinte soltanto a livello storico e ortografico."
Esattamente come quella di collegamento, la r intrusa può comparire anche tra una radice e un suffisso, come nelle parole "draw(r)ing", "withdraw(r)al" e "Kafka(r)esque".
Essendo questo fenomeno assente nelle varietà rotiche, i loro parlanti potrebbero usare strategie alternative per prevenire gli iati, come inserire una pausa glottidale, rendendo chiara la distinzione tra due parole.
Alcuni parlanti possono persino pronunciare una r intrusa in fine di parola davanti a consonante. Per esempio il presidente statunitense George W. Bush (del Texas) in un discorso al Micheal Brown, direttore dell'Ente federale per la gestione delle emergenze nel 2005, pronunciò – "The FEMAR director's working 24/7".

## Frequenza
Uno studio ha esaminato la pronuncia di 30 conduttori britannici in notiziari nazionali del XXI secolo, parlanti l'allora considerata Received Pronunciation convenzionale. I dati esaminati coinvolgevano soprattutto discorsi scritti separati, ma includevano anche spezzoni di interviste, più informali. È emerso che tutti usavano la r di collegamento, e il 90% (27 su 30) usavano quella intrusa.
Nello specifico, la r di collegamento era stata usata nel 59,8% dei contesti favorevoli, mentre quella intrusa nel 32.6%. I fattori che sembravano favorire l'occorrenza di entrambi i fenomeni erano gli stessi: citiamo la vicinanza a parole brevi, a parole grammaticali (o comunque non lessicali), ed un contesto informale (venivano infatti usate maggiormente nelle interviste). Tra quelli sfavorenti sono da citare la vicinanza a nomi propri od un'altra r, il posizionamento davanti a sillabe accentate, ed un contesto formale. Questi fattori sembrano determinare la differenza di frequenza tra r di collegamento e intrusa:
- stigma sull'uso della r intrusa;
- l'aver esaminato lettori professionisti e dunque professionisti del parlare coscientemente;
- l'uso della lettura da un testo, che renderebbe evidentissima la distinzione ortografica tra i due fenomeni;
- la disparità tra il largo numero di parole corte e grammaticali "fertili" ("for", "or", "are" ecc.) per la comparsa di una r di collegamento, e la rarità di quelle che potrebbero presentarne una intrusa.

### Fonti
- Bryan Gick, A gesture-based account of intrusive consonants in English (PDF), in Phonology, vol. 16, n. 1, 1999,  pp. 29-54, DOI:10.1017/s0952675799003693 (archiviato dall'url originale il 12 aprile 2013).
- A.C. Gimson, An Introduction to the Pronunciation of English, London, Edward Arnold, 1962.
- D. Hartmann e S. Zerbian, Rhoticity in Black South African English – A sociolinguistic study, in Southern African Linguistics and Applied Language Studies, vol. 27, n. 2, 2009,  pp. 135-148, DOI:10.2989/salals.2009.27.2.2.865.
- Hans Henrich Hock, Language History, Language Change, and Language Relationship: An Introduction to Historical and Comparative Linguistics, Mouton de Gruyter, 2009, ISBN 978-3-11-021842-8.
- Daniel Jones, The Pronunciation of English, 4ª ed., Cambridge, Cambridge University Press, 1966.
- H. Kurath, A Phonology and Prosody of Modern English, Heidelberg, Carl Winter, 1964.
- Robert Peters, Early Modern English consonants, in Journal of English Linguistics, vol. 24, 1996,  pp. 45-51, DOI:10.1177/007542429602400104.
- Peter Trudgill e Elizabeth Gordon, Predicting the past: Dialect archaeology and Australian English rhoticity, in English World-Wide, vol. 27, n. 3, 2006,  pp. 235-246, DOI:10.1075/eww.27.3.02tru.
- J.C. Wells, Local accents in England and Wales, in Journal of Linguistics, vol. 6, n. 2, 1970,  pp. 231-252, DOI:10.1017/S0022226700002632.
- J.C. Wells, Accents of English, Cambridge University Press, 1982,  1: An Introduction, ISBN 0-521-29719-2.

### Approfondimenti
- Morris Halle e William Idsardi, r, hypercorrection, and the Elsewhere Condition, in Iggy Roca (a cura di), Derivations and Constraints in phonology, Oxford, Oxford University Press, 1997,  pp. 331-348.
- Barry Heselwood, Final schwa and R-sandhi in RP English, in Leeds Working Papers in Linguistics and Phonetics, vol. 11, 2006,  pp. 78-95.
- Jose A. Mompean e Pilar Mompean-Guillamón, /r/-liaison in English: An empirical study, in Cognitive Linguistics, vol. 20, n. 4, 2009,  pp. 733-776, DOI:10.1515/cogl.2009.031.
- Jose A. Mompean, /r/-sandhi in the speech of Queen Elisabeth II, in Journal of the International Phonetic Association, vol. 52, n. 2, 2021,  pp. 1-32, DOI:10.1017/S0025100320000213.
- Peter Trudgill, Dialects in Contact, Oxford, Blackwell, 1986.
- T. Vennemann, Rule inversion, in Lingua, vol. 29, 1972,  pp. 209-242, DOI:10.1016/0024-3841(72)90025-3.